# Carlos Santana Ávila
Carlos Santana Ávila  è un comune (corregimiento) della Repubblica di Panama situato nel distretto di Santiago, provincia di Veraguas. Si estende su una superficie di 67,6 km² e conta una popolazione di 4.059 abitanti (censimento 2010).